# Dwór obronny w Zebrzydowicach
Dwór obronny w Zebrzydowicach – dawny dwór obronny w Zebrzydowicach w województwie małopolskim; stanowi on część klasztoru i szpitala bonifratrów w Zebrzydowicach.
Dwór, wzniesiony w połowie XVI wieku przez Zebrzydowskich herbu Radwan, miał kształt zbliżony do kwadratu; od strony północnej broniły go dwie wieże ze strzelnicami. W 1611 roku marszałek wielki koronny Mikołaj Zebrzydowski przekazał dwór bonifratrom z przeznaczeniem na szpital; dobudowano wówczas drugi budynek, usytuowany od strony południowej, po czym na początku XVIII wieku powstał budynek klasztorny.
Obecnie całość kompleksu ma kształt litery T; jedna z części budowli to dawny dwór obronny.